# Masters de Hamburgo 1997
El Abierto de Hamburgo de 1997 fue un torneo de tenis jugado sobre tierra batida, que fue parte de las Masters Series. Tuvo lugar en Hamburgo, Alemania, desde el 5 de mayo hasta el 12 de mayo de 1997.

## Campeones

### Individuales
Andrei Medvedev vence a  Àlex Corretja, 6–0, 6–4, 6–2

### Dobles
Luis Lobo /  Javier Sánchez vencen a  Neil Broad /  Piet Norval, 6–2, 3–6, 6–4